# 田夫仔
田夫仔（英語：Tin Fu Tsai，又名：屯富仔）是香港新界一個鄉村，位於屯門區大欖大欖郊野公園內，地底為大欖隧道所貫穿，距離屯門市中心約15.6公里，是屯門區內最東端的鄉村。村內的原居民主要為蔡姓客家人。田夫仔的歷史可追溯至17世紀時，蔡氏祖先認為田夫仔所在的山頭為平地可耕作，而且又有天然屏障可以免受屯門以南一帶海域的海盜滋擾而選擇在該地建村。然而近代因為交通不便，通訊困難等原因，不少村民遷出，而村內的田夫村公立學校亦隨著村內人口減少而結束。
此外，田夫仔也是漁農自然護理署指定的41個露營地點之一，設於田夫仔村屋區的南部。

## 歷史
田夫仔村，創基人蔡聯友（聯友祖），佢係福粵公第廿五代之孫。佢本人好玩狩獵，遊到田夫仔高山野嶺，看中田夫仔適合居住。聯友祖由明朝崇禎年間。李自成內亂時，聯友祖與父蔡達禮及兩弟蔡聯勝，蔡聯彩，蔡聯友妻彭氏，其子蔡正茂。舉家老幼，從東莞縣，石馬墟，官倉圍，遷來寶安縣。元朗八鄉田夫仔落居。墾荒耕植。供養老幼。歷代傳說，聯友祖，為人勤肯。經常去大嶼山打獵及深井一獵帶海濱捕魚作膳。蔡聯友在田夫仔生多三子二女。長大幫助父母耕種。日漸生活安定。加入八鄉約故稱八鄉田夫仔村之一。八鄉上村廟，每屇祀神演戲，田夫仔村都愛捐資助力。當作同鄉之村，有聯絡性，首望相助。滿清政府紅印紗紙地契。田夫仔村民去南頭寶安縣城，繳納田稅。到光緒廿四年（1898年），被英租借99年為期。改名新界田夫仔村的田土。分作南北約。南約去荃灣田土廳納稅。北約到元朗坳頭田土廳納稅。建大欖涌水塘後，到屯門田土廳納稅。田夫仔村由創基起至1982年，有十三代人歷史。照計有350多年之久。

## 交通
由於田夫仔周邊的地方都被劃作郊野公園，而途經田夫仔的道路亦只為一遠足徑（麥理浩徑10段），儘管有關路段可以讓車輛通行也難以讓小型汽車進入。因此進入田夫仔只能步行前往，屯門區議會亦特別在元朗大棠大棠山路和荃灣青龍頭龍如路的郊野公園入口，以及楓香林一帶的大棠山路分岔口處設有往田夫仔的指示牌。